# Heinrich V. von Rosenberg
Heinrich V. von Rosenberg (tschechisch Jindřich V. z Rožmberka; * 25. Juni 1456; † 21. Mai 1489) war 1472 bis 1475 Regent des Hauses Rosenberg.

## Leben
Heinrich war der älteste Sohn des Johann II. von Rosenberg und der Anna von Glogau († 1483). Nach dem Tod des Vaters 1742 folgte er ihm als Regent des Hauses Rosenberg. Bis Januar 1475 verwaltete er die ererbten Besitzungen allein und danach bis 24. August d. J. gemeinsam mit dem jüngeren Bruder Wok II. Vermutlich weil Heinrich psychische und mentale Probleme hatte, übertrug er die Regentschaft für drei Jahre an Wok und nahm seinen Sitz auf der Burg Rosenberg. Dass er gesundheitliche Probleme hatte, ergibt sich aus einem Brief seines Schwagers Peter Holický von Sternberg vom 11. August 1476, mit dem dieser den Krumauer Burggrafen von einer notwendigen ärztlichen Behandlung unterrichtete.
Während der kurzen Zeit von Heinrichs Regentschaft erwarb Bohuslav von Schwanberg von den Rosenbergern die Herrschaften Zvíkov und Mühlhausen. Der Kauf kam vermutlich nur durch die Unzurechnungsfähigkeit des jungen Herrschers zustande. Allerdings waren beide Herrschaften 1437 nur durch Fälschungen während der Herrschaft von Heinrichs Großvaters Ulrich II. von Rosenberg an die Rosenberger gelangt.
Der bei der Eroberung der Burg Rosenberg 1469 durch Zdeněk von Sternberg gefangen genommene Děpolt von Lobkowitz, der auf der Burg Krumau inhaftiert war, wurde während der Regierung Heinrichs 1475 freigelassen. Die Freilassung erfolgte auf Bitten der Königinwitwe Johanna von Rosental, nachdem die finanziellen Angelegenheiten zwischen den Lobkowitzern und Rosenbergern mit Vermittlung von Bohuslav von Schwanberg geregelt waren.
Nachfolger Heinrichs war sein Bruder Wok II. von Rosenberg.